# Brescia Calcio 2002-2003
Questa voce raccoglie le informazioni riguardanti il Brescia Calcio nelle competizioni ufficiali della stagione 2002-2003.

## Stagione
La stagione 2002-2003 si e chiusa con il nono posto in Serie A con 42 punti, e la conseguente qualificazione alla Coppa Intertoto.
Per la terza ed ultima stagione, l'allenatore è stato Carlo Mazzone. Sono arrivati a Brescia due sudamericani, il paraguaiano Victor Hugo Mareco e, reduce dal mondiale coreano, il costaricano Gilberto Martinez Vidal. Le rondinelle hanno avuto un inizio di campionato negativo, rimanendo confinate nelle zone basse della classifica. L'inversione di tendenza è giunta a dicembre, grazie alla vittoria sulla Juventus (2-0) ottenuta al Rigamonti. Da questa vittoria il Brescia ha raccolto sedici risultati utili consecutivi (tra cui nove pareggi a reti bianche, e la vittoria (3-0) nel derby lombardo con l'Atalanta), prima di essere fermata sull'1-0 dall'Inter. Nel resto del ritorno la squadra ha perso solo con Juventus (2-1) e Lazio (3-1) ed è riuscita anche a sconfiggere i campioni d'Europa del Milan (1-0).
Il miglior marcatore stagionale è stato Roberto Baggio con 12 reti, segnate tutte in campionato.

## Divise e sponsor
Il fornitore di materiale tecnico per la stagione 2002-2003 fu Umbro, mentre lo sponsor ufficiale fu Banca Lombarda.
| 1ª divisa | 2ª divisa |

## Organigramma societario
Area direttiva
- Presidente: Luigi Corioni
- Team manager e addetto stampa: Edoardo Piovani
- Segretario: Gianni Zanardini

Area tecnica
- Allenatore: Carlo Mazzone
- Allenatori in 2ª: Leonardo Menichini e Enrico Nicolini
- Preparatore dei portieri: Giacomo Violini
- Allenatore Primavera: Luciano De Paola
- Preparatore atletico: Nazzareno Salvatori

Area sanitaria
- Medico sociale: Ernesto Alicicco
- Massaggiatori: Fausto Balduzzi e Andrea Bondielli

## Rosa
| N. |                       | Ruolo | Calciatore          |
| -- | --------------------- | ----- | ------------------- |
| 1  | Rep. Ceca (bandiera)  | P     | Pavel Srníček       |
| 2  | Costa Rica (bandiera) | D     | Gilberto Martínez   |
| 3  | Italia (bandiera)     | D     | Dario Dainelli      |
| 4  | Ghana (bandiera)      | C     | Stephen Appiah      |
| 5  | Italia (bandiera)     | D     | Fabio Petruzzi      |
| 6  | Australia (bandiera)  | D     | Anthony Šerić       |
| 7  | Marocco (bandiera)    | C     | Abderrazzak Jadid   |
| 8  | Brasile (bandiera)    | C     | Matuzalém           |
| 9  | Italia (bandiera)     | A     | Luca Toni           |
| 10 | Italia (bandiera)     | A     | Roberto Baggio      |
| 11 | Italia (bandiera)     | C     | Jonathan Bachini    |
| 12 | Italia (bandiera)     | P     | Davide Micillo      |
| 14 | Lituania (bandiera)   | D     | Marius Stankevičius |
| 15 | Argentina (bandiera)  | C     | Andrés Yllana       |
| 15 | Brasile (bandiera)    | D     | Fábio Bilica        |

| N. |                     | Ruolo | Calciatore          |
| -- | ------------------- | ----- | ------------------- |
| 16 | Paraguay (bandiera) | D     | Víctor Mareco       |
| 17 | Italia (bandiera)   | C     | Roberto Guana       |
| 18 | Italia (bandiera)   | C     | Antonio Filippini   |
| 19 | Austria (bandiera)  | C     | Markus Schopp       |
| 21 | Albania (bandiera)  | A     | Igli Tare           |
| 22 | Italia (bandiera)   | P     | Matteo Sereni       |
| 23 | Uruguay (bandiera)  | C     | Alejandro Correa    |
| 24 | Italia (bandiera)   | A     | Simone Del Nero     |
| 25 | Cile (bandiera)     | A     | Mario Salgado       |
| 26 | Italia (bandiera)   | D     | Marco Pisano        |
| 27 | Italia (bandiera)   | A     | Massimiliano Caputo |
| 28 | Spagna (bandiera)   | C     | Josep Guardiola     |
| 29 | Italia (bandiera)   | A     | Andrea Alberti      |
| 30 | Italia (bandiera)   | D     | Simone Dallamano    |

## Risultati

### Serie A

#### Girone di andata
| Arbitro: | Morganti (Ascoli Piceno) |

|                                                  |           |                                   |
| Ferrari 15’ Mutu 27’ Bonazzoli 53’ Gilardino 74’ | Marcatori | 14’ Appiah 25’, 60’ (rig.) Baggio |

| Arbitro: | Ayroldi (Molfetta) |

|             |           |                        |
| Bachini 68’ | Marcatori | 71’ Montaño 79’ Hübner |

| Arbitro: | Tombolini (Ancona) |

|             |           |                    |
| Cossato 74’ | Marcatori | 57’ Tare 87’ Šerić |

| Arbitro: | Dondarini (Finale Emilia) |

|                                |           |                            |
| Baggio 45+2’ (rig.) Schopp 84’ | Marcatori | 30’ (rig.), 41’, 81’ Totti |

| Arbitro: | Trentalange (Torino) |

|                          |           |                                |
| Pierini 44’ Nakamura 82’ | Marcatori | 10’ Appiah 45+2’ (rig.) Baggio |

| Arbitro: | Trentalange (Torino) |

|                                    |           |  |
| Locatelli 19’ Cruz 76’ (rig.), 90’ | Marcatori |  |

| Arbitro: | Rosetti (Torino) |

|                   |           |              |
| Baggio 87’ (rig.) | Marcatori | 78’ Padalino |

| Arbitro: | Farina (Novi Ligure) |

|  |           |                     |
|  | Marcatori | 31’ Tare 86’ Appiah |

| Arbitro: | De Santis (Tivoli) |

|  |           |                           |
|  | Marcatori | 82’ Buscè 90+2’ Di Natale |

| Arbitro: | Collina (Viareggio) |

|                        |           |  |
| Dabo 69’ Comandini 73’ | Marcatori |  |

| Arbitro: | Trefoloni (Siena) |

|                    |           |              |
| Sensini 69’ (aut.) | Marcatori | 9’ Jørgensen |

| Arbitro: | Pellegrino (Barcellona Pozzo di Gotto) |

|                         |           |  |
| Vieri 3’, 13’, 57’, 84’ | Marcatori |  |

| Arbitro: | Farina (Novi Ligure) |

|                     |           |  |
| Schopp 78’ Tare 84’ | Marcatori |  |

| Arbitro: | De Santis (Tivoli) |

|                                 |           |             |
| Tare 24’, 40’ Baggio 88’ (rig.) | Marcatori | 64’ Miccoli |

| Milano 22 dicembre 2002 15ª giornata | Milan                    | 0 – 0 referto | Brescia | Stadio Giuseppe Meazza (61 724 spett.)\| Arbitro: \| Morganti (Ascoli Piceno) \| |
| Arbitro:                             | Morganti (Ascoli Piceno) |               |         |                                                                                  |

| Brescia 11 gennaio 2003 16ª giornata | Brescia              | 0 – 0 referto | Lazio | Stadio Mario Rigamonti (15 975 spett.)\| Arbitro: \| Farina (Novi Ligure) \| |
| Arbitro:                             | Farina (Novi Ligure) |               |       |                                                                              |

| Modena 19 gennaio 2003 17ª giornata | Modena            | 0 – 0 referto | Brescia | Stadio Alberto Braglia (14 669 spett.)\| Arbitro: \| Saccani (Mantova) \| |
| Arbitro:                            | Saccani (Mantova) |               |         |                                                                           |

#### Girone di ritorno
| Arbitro: | Farina (Novi Ligure) |

|            |           |            |
| Baggio 40’ | Marcatori | 33’ Bonera |

| Arbitro: | Rosetti (Torino) |

|            |           |                                        |
| Hübner 17’ | Marcatori | 7’ Appiah 32’ Baggio 47’ Toni 88’ Tare |

| Brescia 9 febbraio 2003 20ª giornata | Brescia            | 0 – 0 referto | Chievo | Stadio Mario Rigamonti (15 212 spett.)\| Arbitro: \| Tombolini (Ancona) \| |
| Arbitro:                             | Tombolini (Ancona) |               |        |                                                                            |

| Roma 15 febbraio 2003 21ª giornata | Roma              | 0 – 0 referto | Brescia | Stadio Olimpico (53 235 spett.)\| Arbitro: \| Trefoloni (Siena) \| |
| Arbitro:                           | Trefoloni (Siena) |               |         |                                                                    |

| Arbitro: | Dondarini (Finale Emilia) |

|                         |           |                |
| Baggio 61’ Petruzzi 87’ | Marcatori | 69’ Di Michele |

| Brescia 1º marzo 2003 23ª giornata | Brescia            | 0 – 0 referto | Bologna | Stadio Mario Rigamonti (14 007 spett.)\| Arbitro: \| Ayroldi (Molfetta) \| |
| Arbitro:                           | Ayroldi (Molfetta) |               |         |                                                                            |

| Arbitro: | Collina (Viareggio) |

|             |           |          |
| Pecchia 53’ | Marcatori | 54’ Toni |

| Arbitro: | Bertini (Arezzo) |

|                      |           |  |
| Guardiola 60’ (rig.) | Marcatori |  |

| Empoli 23 marzo 2003 26ª giornata | Empoli             | 0 – 0 referto | Brescia | Stadio Carlo Castellani (8 704 spett.)\| Arbitro: \| Bolognino (Milano) \| |
| Arbitro:                          | Bolognino (Milano) |               |         |                                                                            |

| Arbitro: | Pellegrino (Barcellona Pozzo di Gotto) |

|                                    |           |  |
| Appiah 31’ Baggio 45’ Petruzzi 85’ | Marcatori |  |

| Udine 13 aprile 2003 28ª giornata | Udinese               | 0 – 0 referto | Brescia | Stadio Friuli (16 448 spett.)\| Arbitro: \| Racalbuto (Gallarate) \| |
| Arbitro:                          | Racalbuto (Gallarate) |               |         |                                                                      |

| Arbitro: | Farina (Novi Ligure) |

|  |           |              |
|  | Marcatori | 90+3’ Crespo |

| Arbitro: | Trefoloni (Siena) |

|                   |           |            |
| Del Piero 9’, 86’ | Marcatori | 83’ Appiah |

| Perugia 3 maggio 2003 31ª giornata | Perugia              | 0 – 0 referto | Brescia | Stadio Renato Curi (7 120 spett.)\| Arbitro: \| Farina (Novi Ligure) \| |
| Arbitro:                           | Farina (Novi Ligure) |               |         |                                                                         |

| Arbitro: | Collina (Viareggio) |

|            |           |  |
| Appiah 84’ | Marcatori |  |

| Arbitro: | Saccani (Mantova) |

|                                           |           |            |
| Mihajlović 39’ (rig.) César 45’ López 81’ | Marcatori | 20’ Baggio |

| Arbitro: | Dondarini (Finale Emilia) |

|                          |           |                          |
| Filippini 69’ Baggio 85’ | Marcatori | 4’ Colucci 20’ Vignaroli |

### Coppa Italia
| Arbitro: | Dondarini (Finale Emilia) |

|         |           |               |
| Ganz 1’ | Marcatori | 30’ Filippini |

| Arbitro: | Pellegrino (Barcellona Pozzo di Gotto) |

|               |           |                                       |
| Matuzalém 18’ | Marcatori | 10’ Robbiati 16’ Degano 20’ Graffiedi |

## Statistiche

### Statistiche di squadra
| Competizione | Punti | In casa | In casa | In casa | In casa | In casa | In casa | In trasferta | In trasferta | In trasferta | In trasferta | In trasferta | In trasferta | Totale | Totale | Totale | Totale | Totale | Totale | DR |
| Competizione | Punti | G       | V       | N       | P       | Gf      | Gs      | G            | V            | N            | P            | Gf           | Gs           | G      | V      | N      | P      | Gf     | Gs     | DR |
| ------------ | ----- | ------- | ------- | ------- | ------- | ------- | ------- | ------------ | ------------ | ------------ | ------------ | ------------ | ------------ | ------ | ------ | ------ | ------ | ------ | ------ | -- |
| Serie A      | 42    | 17      | 6       | 7       | 4       | 20      | 15      | 17           | 3            | 8            | 6            | 16           | 23           | 34     | 9      | 15     | 10     | 36     | 38     | -2 |
| Coppa Italia | -     | 1       | 0       | 0       | 1       | 1       | 3       | 1            | 0            | 1            | 0            | 1            | 1            | 2      | 0      | 1      | 1      | 2      | 4      | -2 |
| Totale       | -     | 18      | 6       | 7       | 5       | 21      | 18      | 18           | 3            | 9            | 6            | 17           | 24           | 36     | 9      | 16     | 11     | 38     | 42     | -4 |

### Andamento in campionato
| Giornata  | 1 | 2 | 3 | 4 | 5 | 6 | 7 | 8 | 9 | 10 | 11 | 12 | 13 | 14 | 15 | 16 | 17 | 18 | 19 | 20 | 21 | 22 | 23 | 24 | 25 | 26 | 27 | 28 | 29 | 30 | 31 | 32 | 33 | 34 |
| --------- | - | - | - | - | - | - | - | - | - | -- | -- | -- | -- | -- | -- | -- | -- | -- | -- | -- | -- | -- | -- | -- | -- | -- | -- | -- | -- | -- | -- | -- | -- | -- |
| Luogo     | T | C | T | C | T | T | C | T | C | T  | C  | T  | C  | C  | T  | C  | T  | C  | T  | C  | T  | C  | C  | T  | C  | T  | C  | T  | C  | T  | T  | C  | T  | C  |
| Risultato | P | P | V | P | N | P | N | V | P | P  | N  | P  | V  | V  | N  | N  | N  | N  | V  | N  | N  | V  | N  | N  | V  | N  | V  | N  | P  | P  | N  | V  | P  | N  |

Legenda:

Luogo: C = Casa; T = Trasferta. Risultato: V = Vittoria; N = Pareggio; P = Sconfitta.

### Statistiche dei giocatori
Sono in corsivo i calciatori che hanno lasciato la società a stagione in corso.
| Giocatore       | Serie A  | Serie A | Serie A     | Serie A    | Coppa Italia | Coppa Italia | Coppa Italia | Coppa Italia | Totale   | Totale | Totale      | Totale     |
| Giocatore       | Presenze | Reti    | Ammonizioni | Espulsioni | Presenze     | Reti         | Ammonizioni  | Espulsioni   | Presenze | Reti   | Ammonizioni | Espulsioni |
| --------------- | -------- | ------- | ----------- | ---------- | ------------ | ------------ | ------------ | ------------ | -------- | ------ | ----------- | ---------- |
| A. Alberti      | 3        | 0       | 0           | 0          | 1            | 0            | 0            | 0            | 4        | 0      | 0           | 0          |
| S. Appiah       | 31       | 7       | 5           | 0          | 1            | 0            | 0            | 0            | 32       | 7      | 5           | 0          |
| J. Bachini      | 18       | 1       | 4           | 1          | -            | -            | -            | -            | 18       | 1      | 4           | 1          |
| R. Baggio       | 32       | 12      | 1           | 0          | -            | -            | -            | -            | 32       | 12     | 1           | 0          |
| F. Bilica       | 11       | 0       | 0           | 2          | -            | -            | -            | -            | 11       | 0      | 0           | 2          |
| M. Caputo       | 1        | 0       | 0           | 0          | 2            | 0            | 0            | 0            | 3        | 0      | 0           | 0          |
| A. Correa       | 1        | 0       | 1           | 0          | 2            | 0            | 0            | 0            | 3        | 0      | 1           | 0          |
| D. Dainelli     | 24       | 0       | 6           | 0          | 2            | 0            | 0            | 0            | 26       | 0      | 6           | 0          |
| S. Dallamano    | -        | -       | -           | -          | 1            | 0            | 0            | 0            | 1        | 0      | 0           | 0          |
| S. Del Nero     | 3        | 0       | 0           | 0          | 2            | 0            | 0            | 0            | 5        | 0      | 0           | 0          |
| A. Filippini    | 29       | 1       | 7           | 2          | 2            | 1            | 0            | 0            | 31       | 2      | 7           | 2          |
| R. Guana        | 10       | 0       | 2           | 0          | 2            | 0            | 0            | 0            | 12       | 0      | 2           | 0          |
| J. Guardiola    | 13       | 1       | 5           | 0          | -            | -            | -            | -            | 13       | 1      | 5           | 0          |
| A. Jadid        | 9        | 0       | 0           | 0          | 2            | 0            | 0            | 0            | 11       | 0      | 0           | 0          |
| V. Mareco       | 11       | 0       | 1           | 0          | 2            | 0            | 0            | 0            | 13       | 0      | 1           | 0          |
| G. Martínez     | 34       | 0       | 1           | 0          | 1            | 0            | 0            | 0            | 35       | 0      | 1           | 0          |
| F. Matuzalém    | 30       | 0       | 12          | 1          | 2            | 1            | 0            | 0            | 32       | 1      | 12          | 1          |
| D. Micillo      | 8        | -11     | 1           | 0          | 2            | -4           | 0            | 0            | 10       | -15    | 1           | 0          |
| F. Petruzzi     | 31       | 2       | 5           | 0          | -            | -            | -            | -            | 31       | 2      | 5           | 0          |
| M. Pisano       | 17       | 0       | 5           | 0          | -            | -            | -            | -            | 17       | 0      | 5           | 0          |
| M. Schopp       | 23       | 2       | 5           | 0          | 2            | 0            | 0            | 0            | 25       | 2      | 5           | 0          |
| M. Sereni       | 23       | -17     | 0           | 0          | -            | -            | -            | -            | 23       | -17    | 0           | 0          |
| A. Šerić        | 30       | 1       | 8           | 0          | -            | -            | -            | -            | 30       | 1      | 8           | 0          |
| P. Srníček      | 5        | -10     | 0           | 0          | -            | -            | -            | -            | 5        | -10    | 0           | 0          |
| M. Stankevičius | 6        | 0       | 0           | 0          | 1            | 0            | 0            | 0            | 7        | 0      | 0           | 0          |
| I. Tare         | 33       | 6       | 2           | 0          | 1            | 0            | 0            | 0            | 34       | 6      | 2           | 0          |
| L. Toni         | 16       | 2       | 2           | 0          | -            | -            | -            | -            | 16       | 2      | 2           | 0          |